# Louis Joseph Richou
Pour les articles homonymes, voir Richou.
Louis Joseph Richou, né le 15 janvier 1748 à Bouillé-Loretz et mort le 5 janvier 1839 à Thouars, est un homme politique français.

## Biographie

### Début de carrière
Richou est le fils d'un riche cultivateur. Il commence ses études au collège de Thouars avant de les poursuivre à Saumur. Il monte ensuite à Paris pour faire son droit. En 1771, il obtient la charge de contrôleur des vivres à Strasbourg. Il y apprend l'allemand, ce qui lui permet de faire office de traducteur, tout en poursuivant ses études. Il est finalement reçu comme avocat à Paris quelques années plus tard.
Avant le début de la Révolution, Richou exerce les fonctions d'avocat aux Andelys. En 1789, il est receveur à Gisors. 
En 1790, il se rallie au nouveau régime et devient administrateur du district des Andelys. En parallèle, il est élu maire de Gisors. 

### Député de l'Eure à la Convention

#### Le Girondin
Le 5 septembre 1792, Richou est élu député du département de l'Eure à la Convention, avec 418 voix sur 581 votants. Comme la grande majorité de la députation de ce département, il soutient des idées conservatrices et siège sur les bancs de la Gironde.
Convaincu que la mort de Louis XVI entraînerait de grands malheurs pour son pays, il vote contre cette peine, préférant la détention pendant la guerre et le bannissement à la paix. Il se prononce ensuite en faveur du sursis. Quelques semaines plus tard, il vote en faveur de la mise en accusation de Marat, puis soutient la Commission des Douze.
Après la chute des Girondins, ses relations avec ces derniers rendent Richou extrêmement suspect aux yeux des Montagnards. Il est décrété d'arrestation et reste emprisonné pendant un an et demi à la Prison de la Force.

#### Le Réactionnaire
Richou est libéré puis rappelé à la Convention le 18 frimaire an III (8 décembre 1794) en même temps que les Girondins survivants. Il prend évidemment place parmi les réactionnaires les plus farouches. Il met en cause l'ancien maire de Paris Pache et l'ancien ministre de la Guerre Bouchotte au sujet de leurs comptes publics.
Il effectue en avril 1795 une mission en Alsace, dans les départements du Haut-Rhin, du Bas-Rhin et du Mont-Terrible. De là bas, il écrit à la Convention pour la féliciter de l'écrasement de l'Insurrection du 1er prairial an III. Il fait néanmoins preuve de modération au cours de sa mission, ce qui lui permet ensuite de se faire réélire.

### Au Conseil des Anciens
En octobre 1795, Richou est réélu au nouveau Conseil des Anciens, mais cette fois-ci par le Bas-Rhin, avec 84 voix sur 186 votants. Il prend place parmi les royalistes, dans la droite ligne de sa conduite sous la Convention.
Il intervient au cours de son mandat dans plusieurs débats sur le tabac, les monnaies ou la fiscalité, ainsi que pour défendre certains de ses concitoyens considérés à tort comme des émigrés. Il parvient aussi à se faire élire secrétaire de l'Assemblée.
À cause de ses liens avec le club de Clichy, il aurait dû être victime du Coup d'État du 18 fructidor an V (4 septembre 1797) éliminant les royalistes. Les directeurs l'inscrivent en effet sur la liste des députés destinés à la déportation, mais Richou est sauvé in extremis par son ami Louis-Philippe Dumont, qui parvient à le faire exclure de la liste.
Cet épisode marque malgré tout un coup d'arrêt dans la carrière politique de Richou, qui abandonne peu après, en mai 1798, ses fonctions de député.

### Fin de carrière
Richou se retire alors dans la vie privée, mais reprend du service après l'arrivée au pouvoir de Napoléon Bonaparte. Il est en effet nommé maire de Thouars en 1800, fonction qu'il garde pendant toute la durée du Premier Empire, ainsi que sous la Restauration. Il ne quitte ses fonctions qu'en 1822, pour se consacrer à la littérature et à la poésie.
Il meurt sous la Monarchie de Juillet, à l'âge de 90 ans.

## Sources
- « Louis Joseph Richou », dans Adolphe Robert et Gaston Cougny, Dictionnaire des parlementaires français, Edgar Bourloton, 1889-1891 [détail de l’édition]

- Louis-Gabriel Michaud, Biographie universelle, ancienne ou moderne..., Volume 79